# Міжнародна виставка електрики

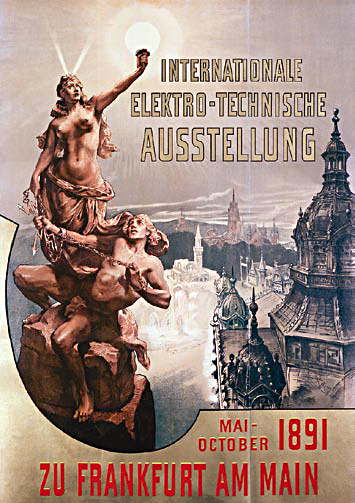
Плакат виставки. Франкфурт-на-Майні. 1891

Міжнародна виставка електрики (нім. Internationale Elektrizitätsausstellung) - ряд виставок, що з 1881 повинні були демонструвати досягнення у галузі електротехніки.
Перша міжнародна виставка електрики розпочалась 10 серпня 1881 у паризькому Палаці індустрії, у якій взяли участь представники Англії, Німеччини, Італії, Нідерландів. Одночасно 250 делегатів з 22 країн зібрались на Першу міжнародну конференцію електриків, де почали обговорювати одиниці вимірювання електричних величин, уніфікацію британської і німецької систем (СГС). На відвідувачів найбільше враження справили лампи розжарення - лампа Едісон, стенд, де глядачі мали змогу їх вмикати і вимикати. Зокрема, були представлені перші динамо-машина Зеноба Ґрамма, театрофон, Електричний трамвай Вернера фон Сіменса, комерційний телефон Белла, електромобіль трицикл Труве, розподільча мережа Марселя Депре.
16 вересня 1882 розпочалась виставка у Мюнхені (нім. Electricitäts-Ausstellung), організована Оскаром фон Міллером, який організував аналогічну виставку 1891 у Франкфурті-на-Майні (нім. Internationale Elektrotechnische Ausstellung 1891), а згодом заснував Німецький музей (1903). Електроенергію на виставку постачала перша трифазна лінія завдовжки 57 км, струм для якої виробляла динамо-машина потужністю 1,5 к.с..
16 серпня 1883 кронпринц Рудольф відкрив Міжнародну виставку у віденській Ротонді. Через велику кількість відвідувачів її закриття перенесли з 31 жовтня на 4 листопада. При ціні квитка 40 гульденів її відвідало 872.211 осіб. Свою продукцію показали 575 національних і приватних компаній. До виставки відкрили першу в Австро-Угорській імперії міську лінію трамваю Мьодлінг-Гінтербрюль завдовжки 4,5 км. Відвідувачі могли прослухати стереофонічну пряму трансляцію з Віденської опери по театрофону, проїхати за значну плату першим електричним ліфтом, покататись впродовж 4 годин електрочовном на 40 осіб з 78 акумуляторами до Братислави, навколо виставки транспортним засобом Siemens, що працював від двох ізольованих рейок, під'єднаних до постійного струму напругою 150 В. Великий інтерес викликав павільйон гальванопластики.
2 вересня - 11 жовтня 1884 пройшла виставка у Філадельфії США. 196 учасників представили 1500 експонатів. Edison Electric Light Company демонструвала засоби використання електрики у залізничному транспорті, для швейних і друкарських машин, освітленні вулиць, підприємств, готелей, лікарень, помешкань. Виставку у спеціально збудованому будинку відвідало понад 285.000 глядачів. В її ході було закладено Американський інститут інженерів-електротехніків. Відбулась національна конференція електриків, яку скликала новостворена Президентом Аланом Честером і Конгресом електротехнічна комісія США.
Остання передвоєнна виставка відкрилась 15 вересня 1913 у Базелі. Її відвідало 200.000 глядачів, що заплатили за вхід 105.000 франків замість запланованих 85.000 франків.

## Галерея

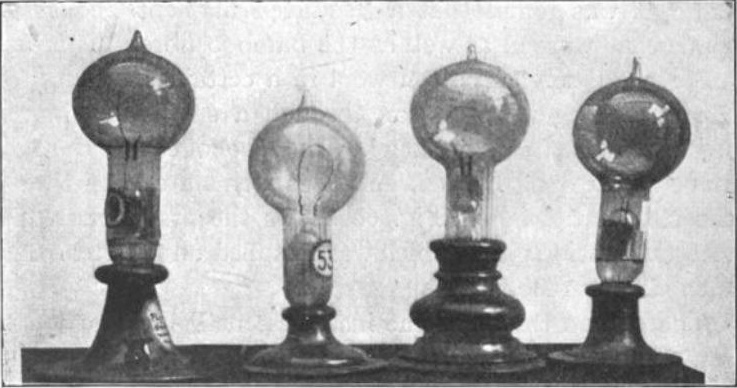
Лампи Едісона. 1904
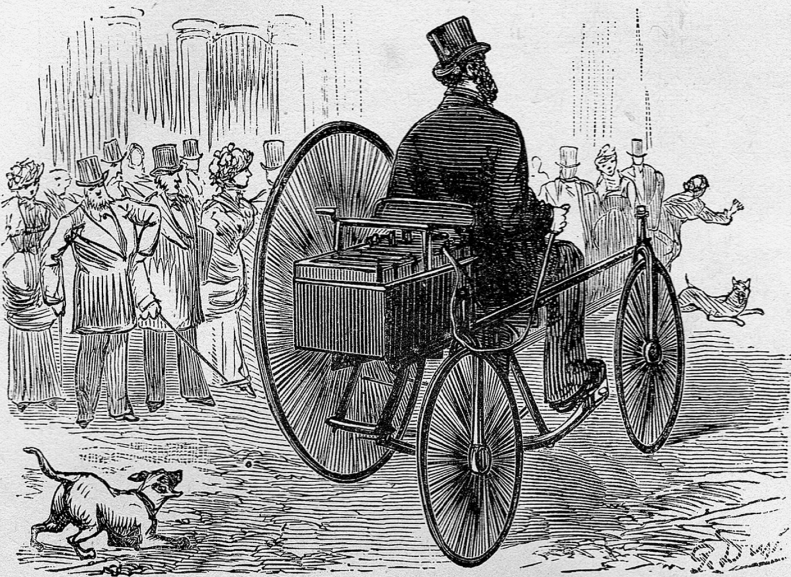
Електричний трицикл Густава Труве. 1881
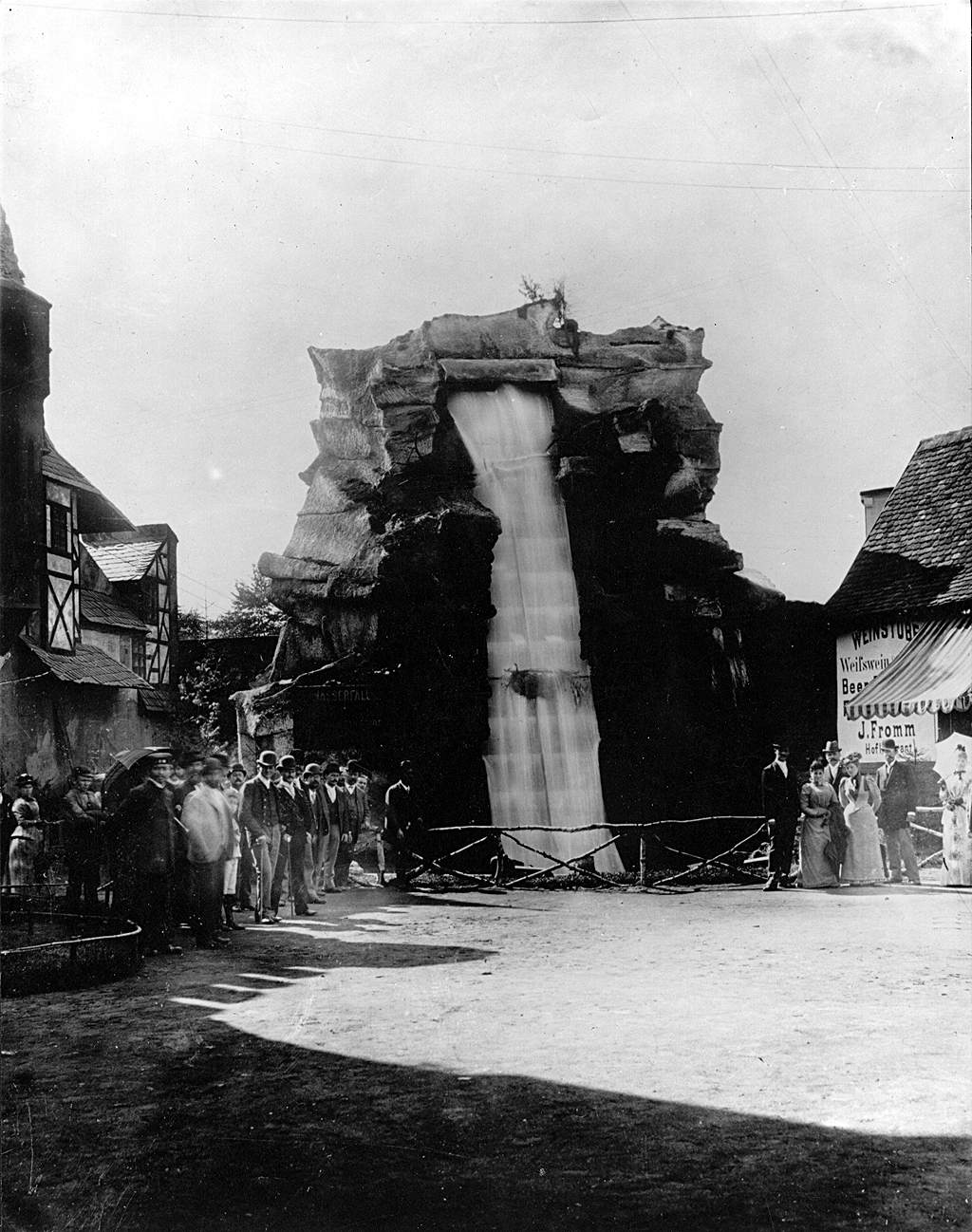
Штучний водограй з помпою потужністю 100 к.с. Франкфурт-на-Майні. 1891
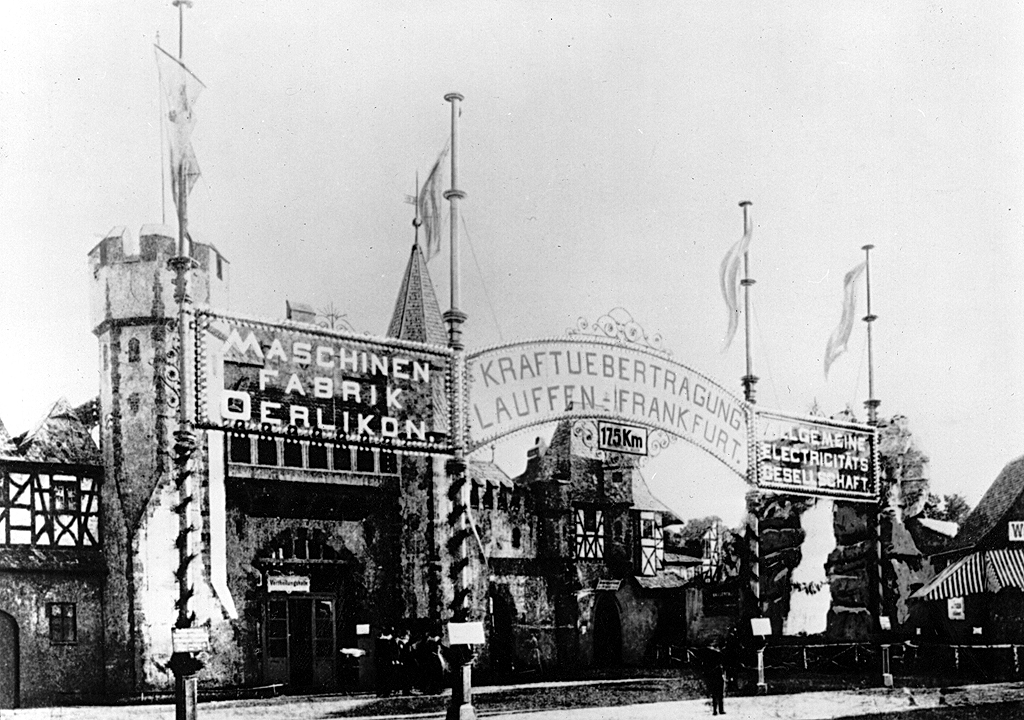
Вхідні ворота виставки 1891 з тисячею електроламп
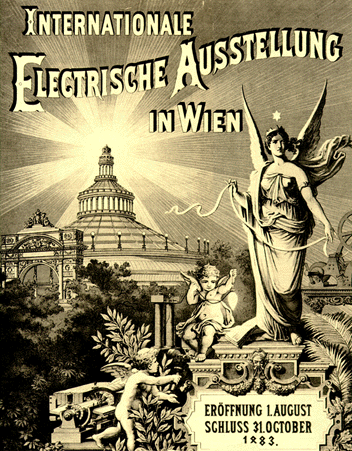
Плакат виставки. Відень. 1883
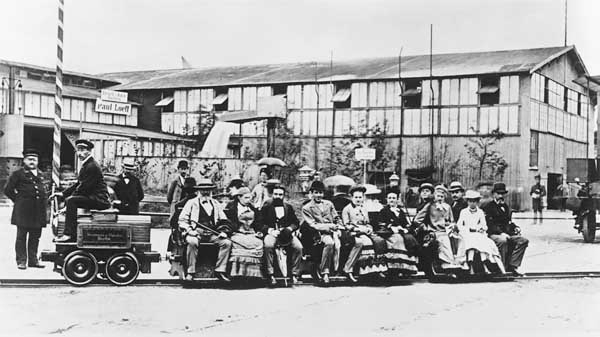
Виставковий поїзд. Siemens. 1883
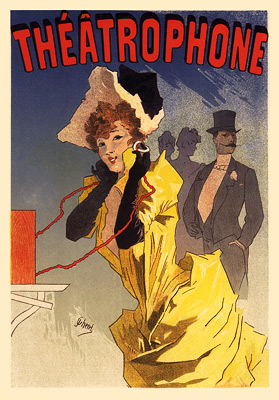
Театрофон. Рекламний плакат. 1896
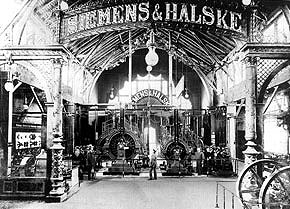
Павільйон Siemens & Halske. 1891
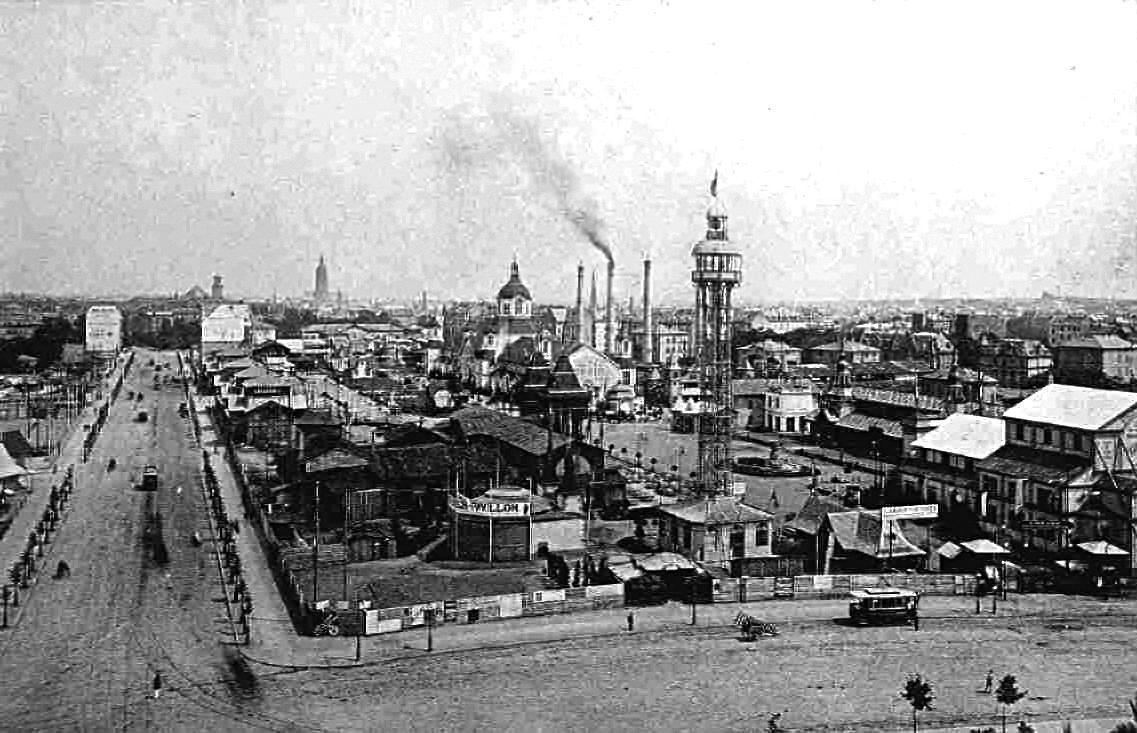
Виставка у Франкфурті-на-Майні. 1891
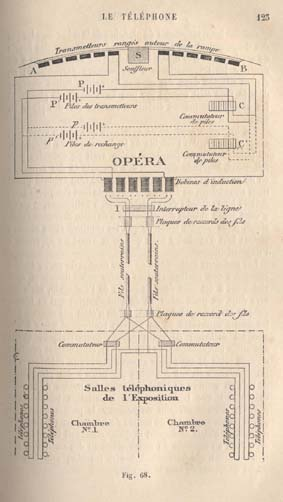
Схема запису звуку театрофоном